# Arquidiocese de Viena
A Arquidiocese de Viena (em latim: Archidioecesis Viennensis) é uma circunscrição eclesiástica da igreja católica na baixa Áustria em Viena, na Áustria. A igreja foi elevada a diocese em 18 de janeiro de 1469 e a arquidiocese metropolitana em 1 de julho de 1722, sua sede está localizado no centro da cidade de Viena, na Catedral de Santo Estêvão, a catedral foi renovada no estilo gótico de 1304 até 1433, antes de se tornar uma diocese.
Está dividida entre outras 3 dioceses sufragâneas, as dioceses metropolitanas de Eisenstadt, Linz e Sankt Pölten, a arquidiocese de Viena é responsável também por outras 660 paróquias e é, ao lado da arquidiocese primaz de Salzburgo, a única arquidiocese católica de rito romano da Áustria.

## Prelados
|                          | Nome                                         | Período    | Notas                                           |
| Arcebispos               | Arcebispos                                   | Arcebispos | Arcebispos                                      |
| ------------------------ | -------------------------------------------- | ---------- | ----------------------------------------------- |
| 16°                      | Christoph Cardeal Schönborn, O.P.            | 1995-2025  | Arcebispo emérito                               |
| 15°                      | Hans Hermann Cardeal Gröer, O.S.B. †         | 1986-1995  |                                                 |
| 14°                      | Franz Cardeal König †                        | 1956-1985  |                                                 |
| 13°                      | Theodor Cardeal Innitzer †                   | 1932-1955  |                                                 |
| 12°                      | Friedrich Gustav Cardeal Piffl †             | 1913-1932  |                                                 |
| 11°                      | Franz Xaver Cardeal Nagl †                   | 1911-1913  |                                                 |
| 10°                      | Anton Josef Cardeal Gruscha †                | 1890-1911  |                                                 |
| 9°                       | Cölestin Josef Cardeal Ganglbauer, O.S.B. †  | 1881-1889  |                                                 |
| 8°                       | Johann Rudolf Cardeal Kutschker †            | 1876-1881  |                                                 |
| 7°                       | Joseph Othmar Cardeal von Rauscher †         | 1853-1875  |                                                 |
| 6°                       | Vincenz Eduard Milde †                       | 1832-1853  |                                                 |
| 5°                       | Leopold Maximilian von Firmian †             | 1822-1831  |                                                 |
| 4°                       | Sigismund Anton von Hohenwart, S.J. †        | 1803-1820  |                                                 |
| 3°                       | Christoph Anton Cardeal von Migazzi †        | 1757-1803  |                                                 |
| 2º                       | Johannes Joseph Cardeal von Trautson †       | 1751-1757  |                                                 |
| 1°                       | Sigismund Cardeal von Kollonitz †            | 1722-1751  |                                                 |
| Arcebispos-coadjutores   |                                              |            |                                                 |
|                          | Christoph Schönborn, O.P.                    | 1995       |                                                 |
|                          | Franz Xaver Nagl                             | 1910-1911  |                                                 |
|                          | Johannes Joseph von Trautson                 | 1750-1751  |                                                 |
| Bispo                    |                                              |            |                                                 |
| 17°                      | Sigismund von Kollonitsch †                  | 1716-1722  |                                                 |
| 16°                      | Franz Ferdinand von Rummel †                 | 1706-1716  |                                                 |
| 15°                      | Franz Anton von Harrach zu Rorau †           | 1702-1706  | Nomeado Arcebispo coadjutor de Salzburgo        |
| 14°                      | Ernst von Trautson zu Falkenstein †          | 1685-1702  |                                                 |
| 13°                      | Emerich (Johann Anton) Sinelli, O.F.M.Cap. † | 1681-1685  |                                                 |
| 12º                      | Wilderich von Walderdorff †                  | 1669-1680  |                                                 |
| 11°                      | Philipp Friedrich von Breuner †              | 1639-1669  |                                                 |
| 10°                      | Anton Wolfradt †                             | 1631-1639  |                                                 |
| 9°                       | Melchior Cardeal Klesl †                     | 1613-1630  |                                                 |
| 8°                       | Johann Kaspar Neuböck †                      | 1575-594   |                                                 |
| 7°                       | Antonín Brus von Muglitz, O. Cruc. †         | 1560-1561  | Nomeado Arcebispo de Praga                      |
| 6°                       | Friedrich Nausea †                           | 1541-1552  |                                                 |
| 5°                       | Johann Fabri †                               | 1530-1541  |                                                 |
| 4°                       | Johann von Revellis †                        | 1524-1529  |                                                 |
| 3°                       | Georg von Slatkonia †                        | 1513-1522  |                                                 |
| 2º                       | Bernard von Polheim †                        | 1500-1504  |                                                 |
| 1°                       | Leo von Spaur †                              | 1471-1479  |                                                 |
| Bispo-coadjutor          |                                              |            |                                                 |
|                          | Franz Jáchym                                 | 1950-1983  |                                                 |
|                          | Franz Anton von Harrach zu Rorau             | 1701-1702  |                                                 |
|                          | Friedrich Nausea                             | 1538-1541  |                                                 |
| Bispo-auxiliar           |                                              |            |                                                 |
|                          | Stephan Turnovszky                           | 2008-atual |                                                 |
|                          | Franz Scharl                                 | 2006-atual |                                                 |
|                          | Ludwig Schwarz, S.D.B.                       | 2001-2005  | Nomeado Bispo de Linz                           |
|                          | Alois Schwarz                                | 1996-2001  | Nomeado Bispo de Gurk                           |
|                          | Christoph Schönborn, O.P.                    | 1991-1995  | Elevado a Arcebispo coadjutor                   |
|                          | Kurt Krenn                                   | 1987-1991  | Nomeado Bispo de Sankt Pölten                   |
|                          | Alfred Kostelecky                            | 1986-1990  | Nomeado Bispo de Ordinariato Militar da Áustria |
|                          | Florian Kuntner                              | 1977-1994  |                                                 |
|                          | Helmut Krätzl                                | 1977-2008  |                                                 |
|                          | Karl Moser                                   | 1969-1991  |                                                 |
|                          | Jakob Weinbacher                             | 1962-1985  |                                                 |
|                          | Joseph Streidt                               | 1956-1961  |                                                 |
|                          | Franz Kamprath                               | 1929-1952  |                                                 |
|                          | Ernst Karl Jakob Seydl                       | 1918-1952  |                                                 |
|                          | Joseph Pfluger                               | 1911-1929  |                                                 |
|                          | Hermann Zschokke                             | 1910-1920  |                                                 |
|                          | Godfried Marschall                           | 1901-1911  |                                                 |
|                          | Laurenz Mayer                                | 1899-1912  |                                                 |
|                          | Johann Baptist Schneider                     | 1896-1905  |                                                 |
|                          | Eduard Angerer                               | 1876-1898  |                                                 |
|                          | Johann Baptist Rudolph Kutschker             | 1862-1876  | Elevado a Arcebispo                             |
|                          | Franz Xaver Zenner                           | 1851-1861  |                                                 |
|                          | Mathias Pollitzer                            | 1843-1850  |                                                 |
|                          | Anton Alois Buchmayer                        | 1835-1842  | Nomeado Bispo de Sankt Pölten                   |
|                          | Johann Michael Leonhard                      | 1828-1835  | Nomeado Bispo de Sankt Pölten                   |
|                          | Matthias Paul Steindl                        | 1817-1828  |                                                 |
|                          | Johann Nepomuk von Dankesreither             | 1807-1816  | Nomeado Bispo de Sankt Pölten                   |
|                          | Edmund Maria Josef Artz von und zu Vasegg    | 1778-1805  |                                                 |
|                          | Anton Maria Martin von Stegner               | 1778       |                                                 |
|                          | Adam Dwertitsch                              | 1775-1778  |                                                 |
|                          | Franz Xaver Anton Marxer                     | 1748-1771  |                                                 |
|                          | Joseph Heinrich von Braitenbücher            | 1728-1749  |                                                 |
|                          | Johannes Schmitzberger, O.S.B.               | 1673-1683  |                                                 |
|                          | Johann Walterfinger, O.S.B.                  | 1630-1641  |                                                 |
|                          | Augustin Pitterich, O.S.B.                   | 1627-1629  |                                                 |
| Administrador apostolico |                                              |            |                                                 |
|                          | Josef Grünwidl                               | 2025-      | Atual                                           |
|                          | Melchior Klesl †                             | 1595-1613  |                                                 |
|                          | Urban Sagstetter                             | 1563-1568  |                                                 |
|                          | Pedro Canísio, S.J.                          | 1553-1555  |                                                 |
|                          | Christoph Wertwein                           | 1552-1553  |                                                 |
|                          | Pietro Bonomo                                | 1523       |                                                 |